# صيف أسود
صيف أسود (بالإنجليزية: Black Summer) هو مسلسل أمريكي تم عرضه على نتفليكس في 11 أبريل 2019 تكون الجزء الأول من 8 حلقات،في نوفمبر 2019 أعلنت نتفليكس عن تجديد المسلسل لموسم ثاني وتم عرضه في 17 يونيو 2021.

## وصلات خارجية
- صيف أسود على موقع IMDb (الإنجليزية)
- صيف أسود على موقع روتن توميتوز (الإنجليزية)
- صيف أسود على موقع نتفليكس (الإنجليزية)
- صيف أسود على موقع كينوبويسك (الروسية)
- صيف أسود على موقع ألو سيني (الفرنسية)
- صيف أسود على موقع قاعدة بيانات الفيلم (الإنجليزية)